# Jigme Ugyen Wangchuck
Jigme Ugyen Wangchuck (ur. 19 marca 2020 w Thimphu) – bhutański książę, syn króla Jigme Khesar Namgyel Wangchuck i królowej Dziecyn Pema. Jest drugi w linii sukcesji bhutańskiego tronu. Jego starszym bratem jest książę Jigme Namgyel Wangchuck, następca tronu Bhutanu.